# Modisimus globosus
Modisimus globosus är en spindelart som beskrevs av Schmidt 1956. Modisimus globosus ingår i släktet Modisimus och familjen dallerspindlar.
Artens utbredningsområde är Colombia. Inga underarter finns listade i Catalogue of Life.